# 大巌寺駅
大巌寺駅（だいがんじえき）は、かつて千葉県千葉市大巌寺（現・中央区大巌寺町）にあった、鉄道省房総東線（現・東日本旅客鉄道（JR東日本）外房線）の駅（廃駅）である。

## 歴史
現在の第一大巌寺踏切付近に設置されており、編成の短い気動車のみが停車していた。蘇我駅長管理の無人駅で、開業時点での停車本数は上下とも7本であった。

### 年表
- 1938年（昭和13年）1月15日：開業。
- 1941年（昭和16年）8月10日：廃止[注 2]。

## 廃止後の現況
付近は住宅地となっており、県立千葉工業高等学校や淑徳大学（千葉キャンパス）などの学校があるため、駅設置の要望があるが駅設置は計画されていない。駅の再建についてはJR東日本、千葉市ともに否定的である。
なお、廃止から11年後の1952年（昭和27年）に当駅より3.1 km誉田駅よりに鎌取駅が開業している。

## 隣の駅
鉄道省
房総東線
蘇我駅 - 大巌寺駅 - 誉田駅